# Gambia na Letnich Igrzyskach Olimpijskich 2024
Gambia na Letnich Igrzyskach Olimpijskich 2024 – reprezentacja Gambii na Letnich Igrzyskach Olimpijskich 2024, które odbyły się w dniach 26 lipca - 11 sierpnia 2024 roku w Paryżu. Zawodnicy z tego państwa uczestniczyli w letnich igrzyskach olimpijskich po raz jedenasty. Reprezentacja składała się z 7 sportowców - 4 mężczyzn i 3 kobiet, którzy startowali w czterech dyscyplinach. 

## Skład

### Judo
| Zawodnik  | Konkurencja  | 1/16 finału      | 1/8 finału       | Ćwierćfinał      | Półfinał         | Finał/BM         | Pozycja | Źródło |
| Zawodnik  | Konkurencja  | Przeciwnik Wynik | Przeciwnik Wynik | Przeciwnik Wynik | Przeciwnik Wynik | Przeciwnik Wynik | Pozycja | Źródło |
| --------- | ------------ | ---------------- | ---------------- | ---------------- | ---------------- | ---------------- | ------- | ------ |
| Faye Njie | do 73 kg (m) | Roca P 0-10      | NQ               | NQ               | NQ               | NQ               | 17.     | [ 2 ]  |

### Lekkoatletyka
| Zawodnik        | Konkurencja | Preeliminacje | Preeliminacje | Eliminacje | Eliminacje | Repasaże | Repasaże | Półfinał | Półfinał | Finał | Finał   | Pozycja | Źródła       |
| Zawodnik        | Konkurencja | Czas          | Pozycja       | Czas       | Pozycja    | Czas     | Pozycja  | Czas     | Pozycja  | Czas  | Pozycja | Pozycja | Źródła       |
| --------------- | ----------- | ------------- | ------------- | ---------- | ---------- | -------- | -------- | -------- | -------- | ----- | ------- | ------- | ------------ |
| Gina Bass       | 100 m (k)   | BYE           | BYE           | 11,01      | 1.         | -        | -        | 11,10    | 3.       | NQ    | NQ      | 13.     | [ 3 ] [ 4 ]  |
| Gina Bass       | 200 m (k)   | BYE           | BYE           | 22,84      | 3.         | BYE      | BYE      | 22,66    | 4.       | NQ    | NQ      | 14.     | [ 5 ] [ 6 ]  |
| Ebrahima Camara | 100 m (m)   | 10,29         | 1.            | 10,21      | 4.         | -        | -        | NQ       | NQ       | NQ    | NQ      | 37.     | [ 7 ] [ 8 ]  |
| Sanu Jallow     | 800 m (k)   | -             | -             | 2:03,91    | 7.         | 2:04,44  | 6.       | NQ       | NQ       | NQ    | NQ      | 43.     | [ 9 ] [ 10 ] |

### Pływanie
| Zawodnik       | Konkurencja              | Eliminacje | Eliminacje | Półfinał | Półfinał | Finał | Finał   | Pozycja | Źródła |
| Zawodnik       | Konkurencja              | Czas       | Pozycja    | Czas     | Pozycja  | Czas  | Pozycja | Pozycja | Źródła |
| -------------- | ------------------------ | ---------- | ---------- | -------- | -------- | ----- | ------- | ------- | ------ |
| Aminata Barrow | 100 m st. klasycznym (k) | 1:15,12    | 4.         | NQ       | NQ       | NQ    | NQ      | 36.     | [ 11 ] |
| Ousman Jobe    | 50 m st. dowolnym (m)    | 26,97      | 6.         | NQ       | NQ       | NQ    | NQ      | 61.     | [ 12 ] |

### Taekwondo
| Zawodnik   | Konkurencja  | 1/8 finału       | Ćwierćfinał      | Półfinał         | Repasaże         | Finał/BM         | Pozycja | Źródła |
| Zawodnik   | Konkurencja  | Przeciwnik Wynik | Przeciwnik Wynik | Przeciwnik Wynik | Przeciwnik Wynik | Przeciwnik Wynik | Pozycja | Źródła |
| ---------- | ------------ | ---------------- | ---------------- | ---------------- | ---------------- | ---------------- | ------- | ------ |
| Alasan Ann | od 80 kg (m) | Sapina P 0-2     | NQ               | NQ               | NQ               | NQ               | 11.     | [ 13 ] |